# Arnau Calvet
Arnau Calvet i Peyronill (Barcelona, 1874 - 1956) fue un arquitecto modernista español licenciado en 1897.
Del conjunto de obras que realizó en Barcelona, destacan las siguientes: 
- (1904-1907) Casas Armenteras y Parellada (o casas Lalanne), Calle de Provenza, n.º 324 y 326,
- (hacia 1905) los almacenes Cendra i Caralt, c/ de los Arcos, n.º 10. En 1946 se instaló la Hidroeléctrica de Cataluña.
- (1905-1906) en colaboración con Bonaventura Conill i Montobbio, se encargó de la realización de las estaciones superior e inferior del Funicular de Vallvidrera
- (1911-1913) Mercado de Sarrià, Pasaje de la Reina Elisenda, s/n.

Posteriormente, Calvet se decantó por una arquitectura monumentalista, como, por ejemplo, los Almacenes Jorba, de la Avenida del Portal del Ángel n.º 19 de Barcelona, por el que fue galardonado con el Primer Premio del Concurso anual de edificios artísticos (edición de 1927).
Entre 1930-1940 construyó para la misma sociedad los almacenes de Cal Jorba en Manresa,  c/ de la muralla del Carmen, n.º 25, un insólito edificio de estilo art decó.

## Galería

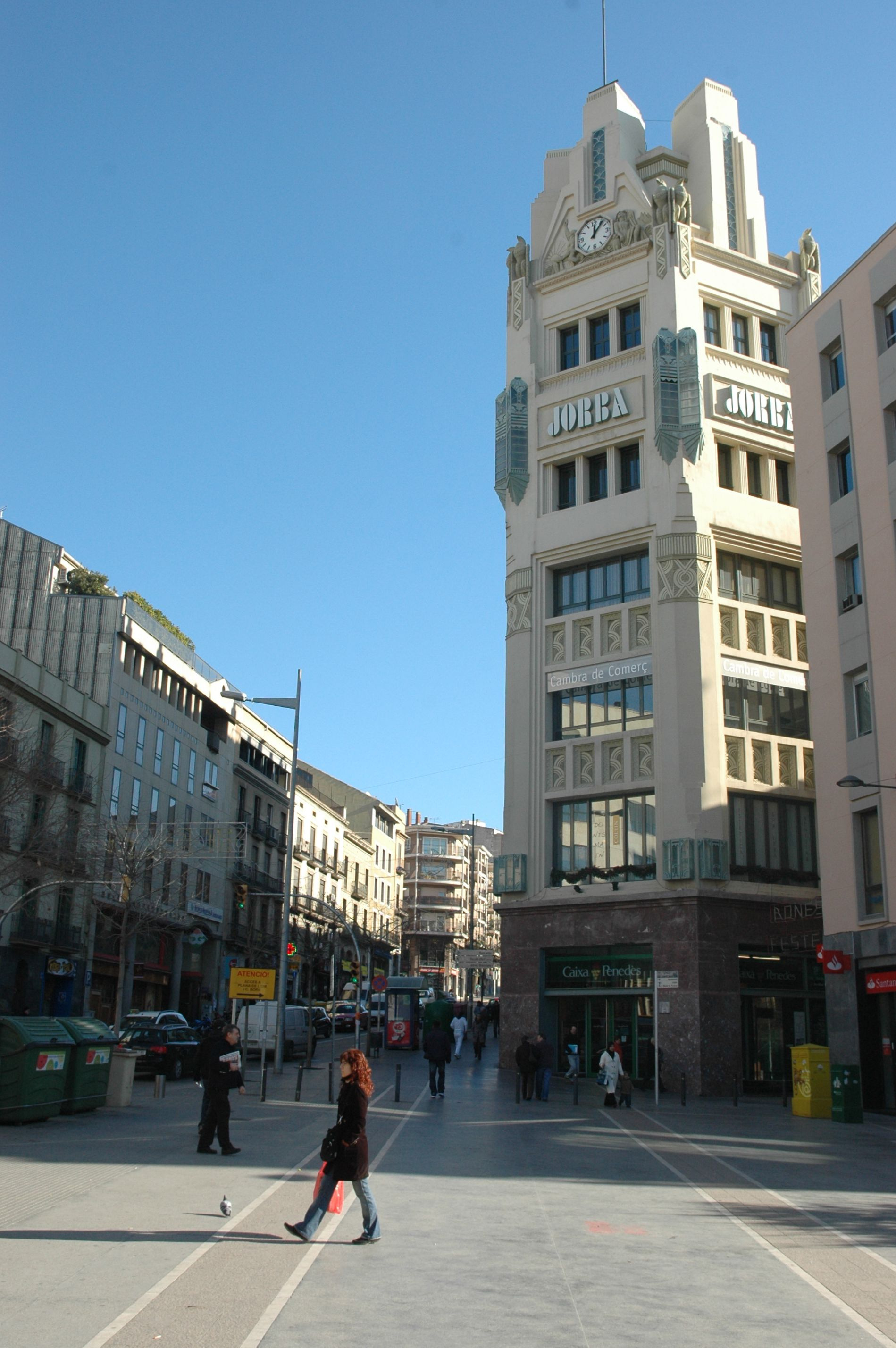
Edificio de Casa Jorba en Manresa, de estilo Art decó (1930)
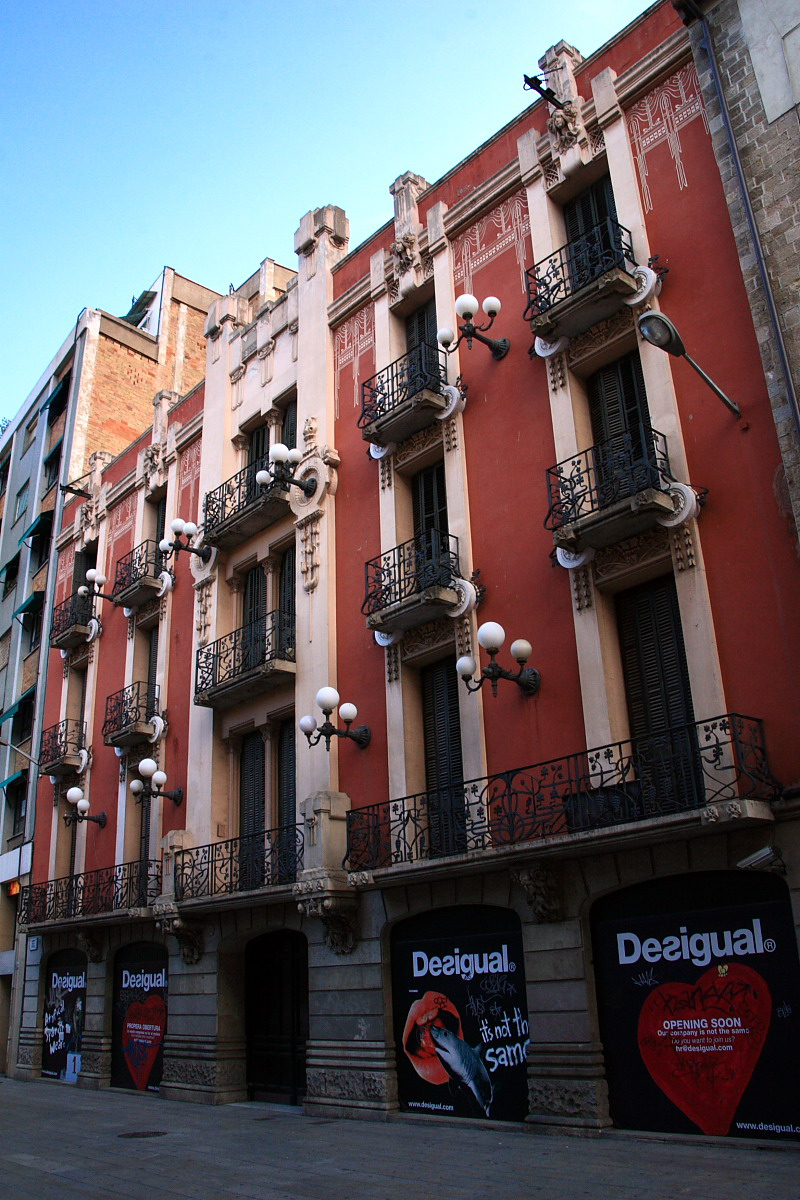
Antiguos Almacenes Cendra i Caralt. Actualmente en rehabilitación para transformarlo en un hotel.
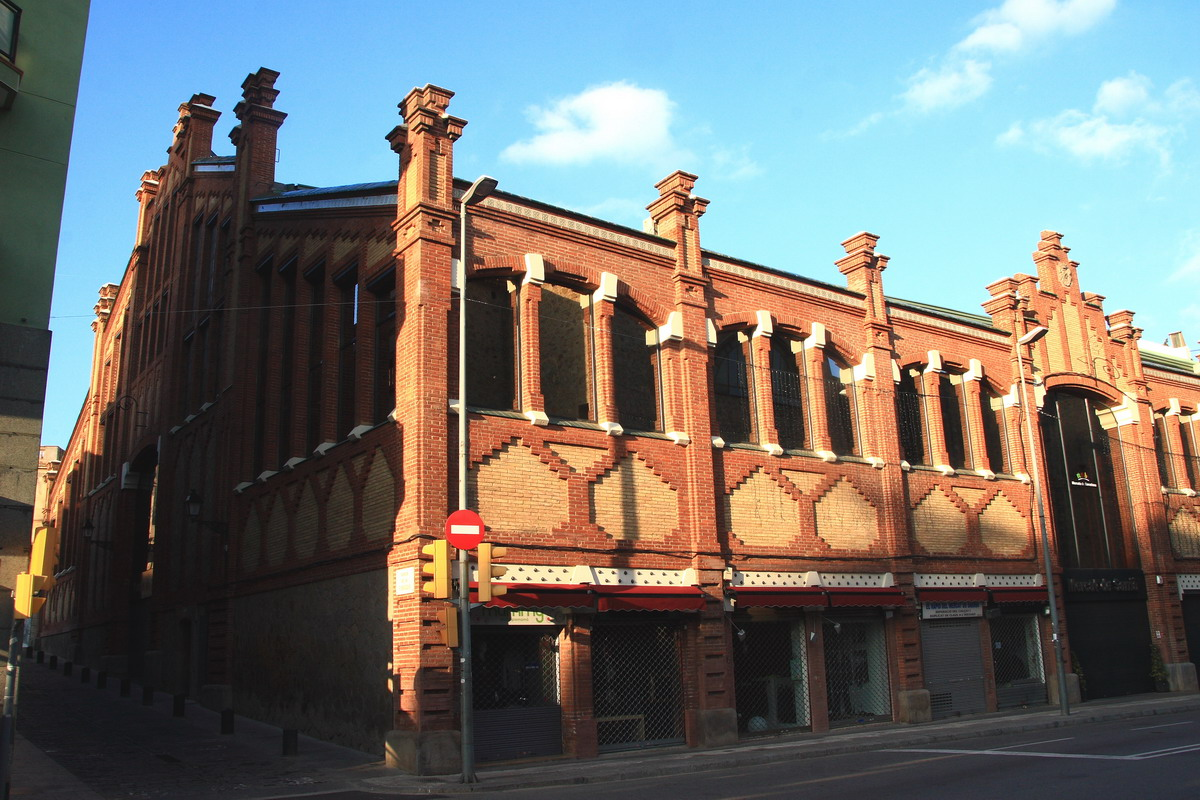
Mercado de Sarrià (1911)